# Östbjörka (naturreservat)
Östbjörka är ett naturreservat norr om orten Östbjörka i Rättviks kommun i Dalarnas län.
Området är naturskyddat sedan 1977 och är 5 hektar stort. Reservatet består av en ravin med granskog och högra upp gles tallskog.